# 美女盔魚
美女盔魚，為輻鰭魚綱鱸形目隆頭魚亞目隆頭魚科的其中一種，分布於中東太平洋的夏威夷群島海域，棲息深度2-10公尺，體長可達19.3公分，棲息在沙石底質的珊瑚礁區，屬肉食性，以貝類、腹足類、海膽、甲殼類等為食，生活習性不明，可作為觀賞魚。

## 擴展閱讀
維基物種上的相關：美女盔魚